# Huaisu

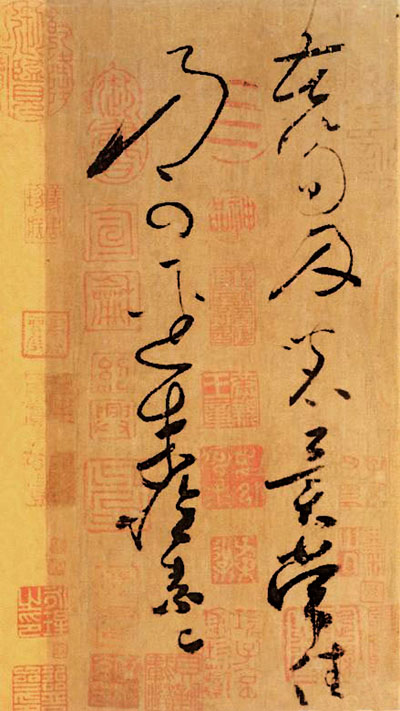
Ett exempel på Huaisus vilda pensel

Huaisu eller Huai Su, (kinesiska: 懷素, "den som omfamnar enkelheten"), född 725?, död 785?, var en buddhistmunk och kalligraf, känd för sin caoshu, kursivstil. Tillsammans med Zhang Xu räknas han som den främste kursivstilskalligrafen under Tangdynastin. Han är också känd för att i sin fattigdom ha planterat bananträd runt sitt hus så han kunde träningsskriva på bladet, och för att ha kalligraferat sig rätt igenom en träplanka.